# Josef Mžyk
Josef Mžyk (* 2. února 1944, Vídeň) je český malíř a grafik, hlavní představitel českého pop-artu, rovněž autor expresivních maleb zejména s figurální tematikou.

## Život a studium
Jeho otcem byl letecký inženýr Werner Hammerschmidt, pocházející z bankéřské rodiny v Lipsku, jíž patřila světoznámá továrna na výrobu hraček v durynském Sonnebergu. Příjmení "Mžyk" získal po svém nevlastním otci. Dětství prožil v Opavě, dlouhodobě žije v Praze.
V letech 1962–1966 studoval na Umělecko-průmyslové škole v Uherském Hradišti, obor monumentální a dekorativní malby, následně v letech 1967–1973 na Akademii výtvarných umění v Praze u profesora Tittelbacha, včetně grafické specializace u Ladislava Čepeláka.
V zahraničí studoval v letech 1981–1982 na École des Beaux-Arts v Paříži v ateliéru profesora Oliviera Debré, jehož počáteční tvorba byla ovlivněna osobním setkáním s Pablem Picassem. Olivier Debré je bratrem bývalého francouzského premiéra Michela Debré (1959–1962). Při svém studijním pobytu ve Francii byl inspirován pařížským životem a tvořil na Montmartru. V jeho dílech se odráží i pobyt v Provence. Během svého pobytu ve Francii vystavoval svá díla v Paříži, Nimes, Caen, Rouen a dalších místech.

## Tvorba

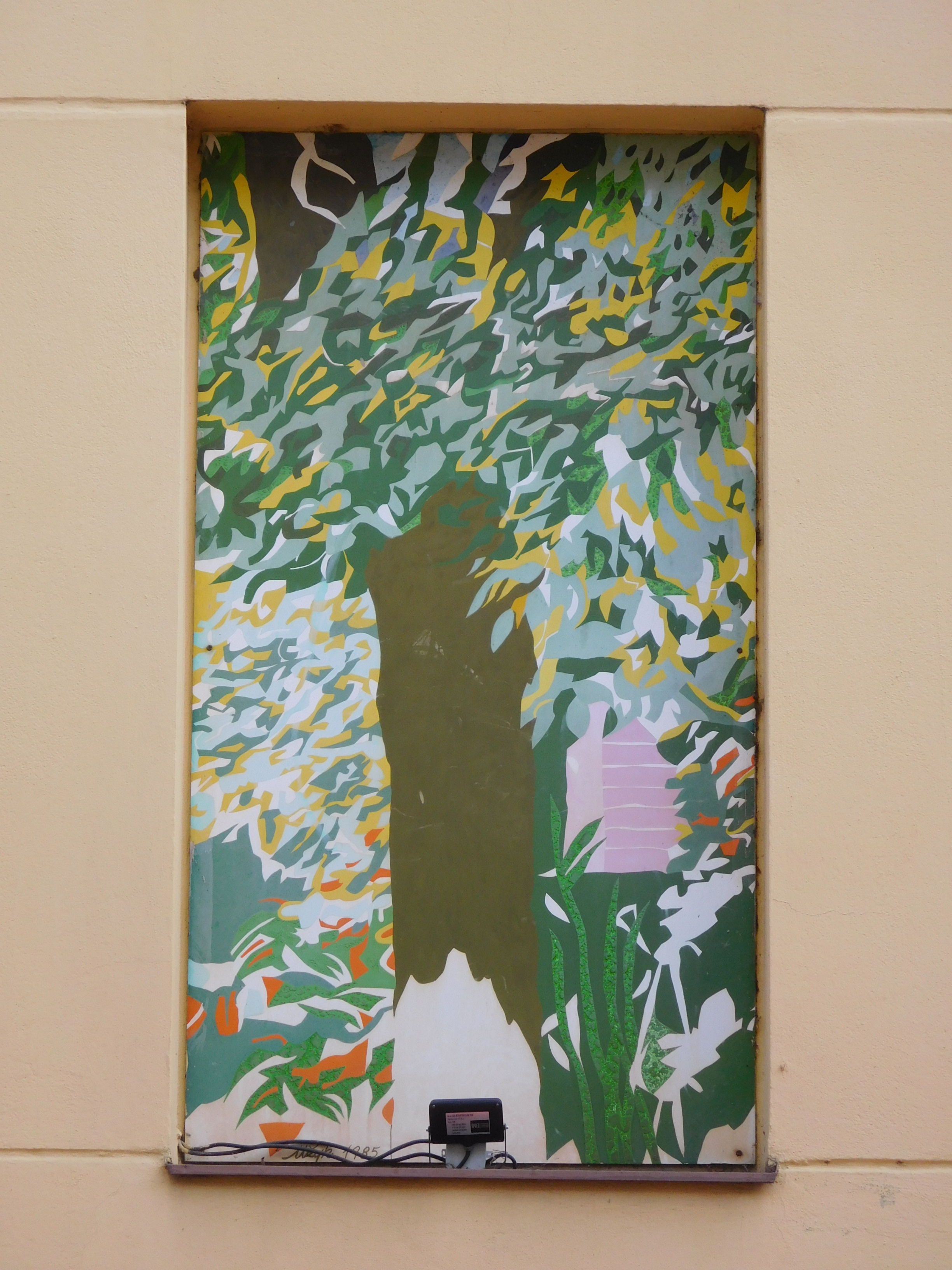
Část čtyřdílné malby na domě Bruselská 4, Praha - Vinohrady

Je jedním z hlavních představitelů českého pop-artu, věnuje se i kresbě a knižním ilustracím. Jeho celoživotní specializací jsou i expresivní malby s figurální tematikou, vytváří nejmonumentálnější obrazové realizace na moderní architektuře v Čechách.
Účastnil se více než 200 výstav po celém světě. Jeho díla lze nalézt v Národní galerii v Praze, v Královské galerii akademie výtvarných umění v Barceloně, v Národní galerii v Buenos Aires, v Centre Pompidou v Paříži, v Národní knihovně v New Yorku a dalších. Jeho tvorba je známa hlavně v Belgii a Německu, kde mu výstavu v Kunsthalle v Lübecku v roce 2004 uspořádal kurátor Björn Engholm., bývalý spolkový předseda Sociálně demokratické strany (SPD) a bývalý předseda vlády Šlesvicka-Holštýnska. Svým dílem upoutal i v Tokiu a Osace, odkud byl vyzván k prezentaci svého díla designérskou firmou Mark's, která v roce 2006 prezentovala a reprodukovala jeho díla. Jeho tvorbu lze nalézt v mnoha zahraničních soukromých sbírkách např. ve Francii, Belgii, Německu, Holandsku, Anglii, Švédsku, USA, Rusku, Indii, Izraeli nebo v Japonsku.
Je nositelem Masarykovy ceny AV ČR za malbu (1996) a ceny Zlatá mísa z italského Janova (1986) za obrazy pro československý pavilón EUROFLORA.
Je členem SČUG Hollar a Nového sdružení pražských umělců.[zdroj?]

## Další informace
Celý život se aktivně věnuje sportu, hlavně tenisu a sportovnímu šermu šavlí na Akademii múzických umění v Praze., kde pod vedením profesora RNDr. Pavla Plcha, CSc. asistoval při výuce sportovního a scénického šermu.

## Rodina
V roce 1968 se oženil se studentkou dějin umění, Marií. Na základě intervence kardinála Josefa Berana byla porušena mnohaletá zvyklost a jejich manželství, symbolizující spojení Marie a Josefa v době Pražského jara, bylo uzavřeno a právně potvrzeno na půdě Vatikánu v kostele sv. Anny. Jejich manželství následně požehnal na soukromé audienci papež Pavel VI. Manželka doc. PhDr. Marie Mžyková, CSc. (*1945) je historička umění. Její specializací je francouzské a nizozemské umění a malířství 19. století.
Dcera Alice (*1969) je také historička umění, dcera Klára (*1973) je sochařka a malířka.

### Články v tisku
- Petrová, Sylva: Mladá česká grafika. Praha 1980
- I.B. (Budil, Ivo): Zahrady do nepohody. In: Vesmír 61, 1982, č. 3, s. 93
- Judlová, Marie: Josef Mžyk – peintures, dessins, gravures. (Jednolist k výstavě) C.R.O.U.S. Association France Tchecoslovaquie Paříž 1982
- Langerová, Marie: Klíče k obrazu. Vyprávění o malířích a malířství. Praha 1983, s. 66–67 (repr.)
- Hejdová, Eva: Soukromé zahrady Josefa Mžyka. In: Čs. architekt, 1984, č. 11, s. 8
- Prahl, Roman: Malíř a grafik Josef Mžyk. In: Literární měsíčník,1985, s. 144
- Hošková, Simeona: Mladá česká kresba. Praha 1984
- Karbaš, Jiří: České výtvarné umění v architektuře 1945–1985. Praha 1985, s. 25, obr. 116
- Zatloukal, Pavel: Josef Mžyk. Obrazy, kresby, grafika. (Katalog výstavy) Krajské vlastivědné muzeum Olomouc, 9. 10. – 23. 11. 1986
- Kováč, Peter: Josef Mžyk. In: Rudé právo, roč. 66, 22. 7. 1986, s. 5
- Judlová, Marie: Josef Mžyk – peintures, dessins, gravures. In: Association France Tchecoslovaquie. Comité de Nimes, Nimes 1986
- Association France – Tchecoslovaquie, Comité de Nimes, Nimes 1987
- Holeček, Josef: Vizuální syntetismus Josefa Mžyka. In: Čs. architekt, 1988, č. 10, s. 8
- Soukupová, Dana: Barva je moje doména. In: AZ Magazín 1988, č. 8, s. 115–117
- Jirásková, Jana: Za zahradní zdí. Svět barev Josefa Mžyka. Výstava v Nové síni. In: Večerní Praha, 21. 1. 1988
- Kováč, Peter: Z pražských výstavních síní. Osobité bilance. In: Rudé právo, 10. 2. 1988
- (kli) (Klivar, M.): Obrazy a kresby Josefa Mžyka. In: Lidová demokracie, 16. 2. 1988, s. 5
- (pak): Obrazy Josefa Mžyka. In: Svobodné slovo, 22. 2. 1988, s. 5
- (ota), Josef Mžyk: Kresba. In: Květy, 7. 4. 1988, s. 46–47
- Zadražil, Pavel: Výstava Josefa Mžyka. In: Domov 28, 1988, s. 72–73
- Tomsová, Lenka: Dobře utajené úspěchy. In: Ateliér, 1988, č. 18, s. 72–73
- Soukupová, Dana: Jas a harmonie. In: Mladá fronta, 9. 2. 1988
- Lamač, Miroslav: České zátiší na Hluboké. In: Ateliér, 7. 6. 1988, s. 1 a 8
- Mráz, Bohumír: Malířství na Salónu 88. In: Ateliér, 1988, č. 12, s. 5
- Zadražil, Pavel: Josef Mžyk – obrazy a kresby. In: Výtvarná kultura, 1989, 2, s. 62–64
- Judlová, Marie: Középnemzedék – Middle generetion. Střední věk. (Katalog výstavy) Budapešť, 1989
- Wittlich, Petr: Střední věk. In: Ateliér, 1989, č. 11
- Kotalík, Jiří: Z nových zisků Národní galerie v Praze - 1987 -1988. Praha, Národní galerie, 1989
- Čubrda, Zdeněk: Téma jen zdánlivě okrajové. In :Výtvarná kultura, 1989, č. 1, s. 15
- Zadražil, Pavel: Kresby Josefa Mžyka. In: Literární měsíčník, 1989, č. 6, s. 143, repr. na obálce, s. 3, 29, 32, 42, 46, 50-51, 59, 73, 110, 131, zadní strana obálky)
- Vojtěch Lahoda: Hledání krásného obrazu v Čechách. Josef Mžyk, výběr z díla. Obrazy, kresby, grafika. (Katalog výstavy). Náchod, Oblastní galerie výtvarného umění, 1990
- Zadražil, Pavel: Polyuretanové malby Josefa Mžyka. In: Jihlavské listy, 19. 10. 1990
- Zadražil, Pavel: Enoš - člověk v malbách Josefa Mžyka. In: Ateliér, 1991, 1, s. 5
- Kunertová, Marianna: Cesta do ráje ? In: Souvislosti, 1991, 2, s. 183, obr. s. 7, 27, 59, 66, 90, 123, 165, 169, 176, 181, 192
- J. M. (Jiří Machalický): Josef Mžyk. In: Tvorba. 1991, č. 38 – 39, s. 4
- Ondračka, Pavel: Josef Mžyk 91. In: Ateliér, 1991, č. 20, 13.10., s. 4
- Zadražil, Pavel: Josef Mžyk. Ateliér 1991
- Lahoda, Vojtěch: Akt malby. In: Ateliér, 1992, č. 9, 30.4., s. 4
- Bogar, K.: Výkřiky Josefa Mžyka, In: Galerie – Měsíčník pro výtvarné umění Moravy a Slezska, 1992, květen, s. 5
- Kunertová, Marianna: Josef Mžyk. Kalendář 1992, DIAG HUMAN AG, 1992
- Holeček, Josef: Retrospektiva Josefa Mžyka. In: Ateliér, 1994, č. 9, s. 4–5
- Vejvodová, Anna: Krásné je žít s Josefem Mžykem. In: Denní Telegraf, 16. 3. 1994, s.16
- Holeček, Josef: Retrospektiva Josefa Mžyka. In: Ateliér, 1994, č. 9, 9. 5. 1994, s. 4 – 5
- (iba): Josef Mžyk (repr., text). In: Blesk, 17. 3. 1994
- Holeček, Josef: Pozitivní energie v díle Josefa a Kláry Mžykových. In: Ateliér, 27. 10. 1994, č. 22,. s. 19
- (red.) Josef Mžyk: Vernisáž. In: Grant 1995, č. 8, s. 11, obr. s. 5, 7, 11, 12
- Machalický, Jiří: Mosty. (Katalog výstavy.) Výstavní síň Mánes, 25 .5. - 27. 6. 1995
- Machalický, Jiří: Josef Mžyk, In: Nová encyklopedie českého výtvarného umění (red. Anděla Horová), A-M, Academia Praha, 1995, s. 546
- Mžyková, Marie: Zpráva o výstavách v ateliéru Josefa Mžyka. Zakázané umění, I. In: Výtvarné umění, 1995, 3 – 4, s. 63 – 67
- Zbořil, Jiří: Malíř Josef Mžyk. In: Elle, 1996, září, s. 35
- Schelová, Alena: Proč Josef Mžyk v Bechyni? In: Jihočeské listy, 1996
- (APS): Život na zámku, In: Elle, 1996, listopad, s. 194 – 196
- Machalický, Jiří: Osmdesát let SČGU Hollar. Text k výstavě. Praha 1997
- Petrová, Eva, Josef a Klára Mžykovi. In: Ateliér, 1997, 23/5
- (luk): Mžyk vytváří radostný pop-art. In: Lidové noviny, 10. 2. 1998, s. 12
- O vztahu architektury a ostatních druhů umění – rozhovory (Pavel Kalina, Stanislav Kolíbal, Karel Prager, Josef Mžyk, Vlastimil Marek, Pavel Liška, Jiří Černický, Vladimír Štulc, Jiří Šetlík. In: Architekt 1998, 15 – 16
- Vladíková, Simona: Vlny asociací Josefa Mžyka. In: : Ateliér, 6, 1999, 9. 12., s. 4
- Josef Mžyk. In: Kdo je kdo. Osobnosti české současnosti. Who is who. Praha 1999
- Vladíková, Simona: Prostor barvy a světla, In: Cour d'honneur /Hrady, zámky, paláce, 2000, č. 3, s. 100 – 104
- Vladíková, Simona: A space light and colour. In: Cour d'honneur /Castles, palaces, stately home, 2000, č. 3, s. 100 – 104
- Biblické příběhy. Josef Mžyk. Svazek 43 Edice biblos, Praha 2000.
- Mesteková, Ljuba: Koktejl pro mlsné architekty. In: Střecha – moderní bydlení a styl, 2000, č. 11, s. 6 – 14
- Ševeček, Ludvík: Česká serigrafie v redakci Ostravské univerzity. In: Ateliér, 18, 2000, 14. 9., s. 12
- Machalický, Jiří – Ovčáček, Eduard: Serigrafia dall'Europa centrale – Siebdruck aus Mitteleuropa. (Katalog výstavy). Merano, Palais Esplanade. Merano 2001.
- (red.): K výstavě "Magie barev". In: Haló noviny, 20. 8. 2001
- Zeman, Rostislav: Obraz zraje jako víno. In: Top-class, 2002, č. 3, s. 56 - 58
- Dorničák, Josef: Tématem výstavy je pohádka. In:Moravské noviny, 2001, č. 81
- Mark, Loc.: Slovník českých a slovenských výtvarníků. 2002
- Josef Mžyk. In: Kdo je kdo. Osobnosti české současnosti. Who is who. Praha 1999, red. 2002, s. 440 – 441.
- Josef Mžyk. In: Slovník českých a slovenských výtvarných umělců 1950 – 2002, IX – Ml-Nou, Výtvarné centrum Chagall, Ostrava 2002, s. 159 – 161
- Katalog výtvarného umění a starožitností 17. – 21. století. V.I.P. Agency – Sppolečnost Patrik Šimon - Eminent. Kongresový sál hotelu International, Brno, 16. 11.2002, č. kat. 88 - 89
- Zápalková, Helena – Lindovská, Zdenka: Umění grafiky. Grafické techniky v průběhu šesti století. (Katalog výstavy) Olomouc, Muzeum umění, 2003
- 10 let galerie CAESAR v olomoucké radnici. Olomouc 2002
- Dům umění v Opavě představí nové výstavy. Opavský.Deník.cz [online]. 2008-05-26 [cit. 2019-11-25]. Dostupné online. – pozvánka na připravovanou výstavu v Opavě s charakteristikou umělce
- Dolní Lukavice, zámek, MŽYK – ilustrace knihy Esterházyho lokaj. 2009
- ŠÍDA, Jan. Josef Mžyk pochopil, že krása je to hlavní. Novinky.cz [online]. 2016-12-12 [cit. 2019-11-25]. Dostupné online. – recenze výstavy Cizinka (Galerie Mánes, 2016)
- Hradec nad Moravicí, zámek, Velká galerie: JOSEF MŽYK / obrazy / kresby / grafika. 2018
- SLADKÝ, Michal. Šokující výstava v Hradišti, Mžyk ukáže obří ženské akty. Deník.cz [online]. 2018-02-14 [cit. 2019-11-25]. Dostupné online. – k výstavě v Galerii Slováckého muzea v Uherském Hradišti, 2018